# NATGRID
NATGRID (акроним англ. National Intelligence Grid  — Национальная разведывательная сеть) — интегрированная компьютерная сеть спецслужб Индии, которая должна консолидировать базы данных нескольких министерств и ведомств, для облегчения спецслужбам Индии оперативного доступа к требуемой информации. Идея создания NATGRID возникла после терактов в Мумбаи в 2008 году, сеть должна была вступить в строй в 2013 году.

## Причина создания
Теракты в Мумбаи 2008 года выявили ряд существенных недостатков в организации сбора разведывательных данных Индии и взаимодействии спецслужб. Например, до совершения терактов американский боевик Лашкаре-Тайба Дэвид Хэдли несколько раз посетил Индию и провёл разведку мест, впоследствии ставших мишенью терактов 26 ноября. Несмотря на то, что он несколько раз посещал Индию и возвращался в США через Пакистан или Западную Азию, его поездки не вызвали подозрений у индийских спецслужб, поскольку не существовало системы, способной выявить закономерность в его маршрутах путешествий. По некоторым оценкам, наличие системы NATGRID в то время позволило бы обезвредить Хэдли задолго до совершения терактов. После терактов в Мумбаи были созданы Национальное агентство расследований и Национальный антитеррористический центр, а в качестве радикальной перестройки разведывательных служб Индии тогдашний министр внутренних дел П. Чидамбарам предложил проект создания NATGRID.

## Структура и функции
NATGRID представляет собой сеть обмена разведывательной информацией, которая собирает данные из автономных баз данных различных министерств и ведомств Индии, включая налоги и реквизиты банковских счетов, транзакции по кредитным картам, визы и иммиграционные записи, маршруты железнодорожного и воздушного транспорта. Эти консолидированные данные будут доступны 11 учреждениям, включая R & AW, Национальное агентство расследований, Разведывательное бюро, Управление финансовой разведки, Бюро по контролю над наркотиками и другие спецслужбы Индии.
NATGRID будет создана в четыре этапа, первые два из которых будут осуществлены в 2014 году, и первые базы данных должны быть созданы в начале 2013 года. В 2011 году Правительственный комитет по безопасности одобрил первые два этапа, в том же году генеральным директором NATGRID был назначен П. Рагу Раман, ему была поставлена задача создания сети. Реализация третьей и четвёртой фаз, как ожидается, потребует внесения изменений в ряд законов с целью обеспечить возможность передачи таких данных, как собственность и банковские реквизиты сделок с использованием Интернета.
В отличие от Национального агентства расследований и Национального антитеррористического центра, которые являются централизованными организациями, NATGRID по существу является инструментом, который позволяет силовым структурам устанавливать местонахождение и получать соответствующую информации о подозреваемых в терроризме из объединенных баз данных различных организаций и служб Индии. Ожидается, что использование NATGRID будет способствовать поимке и осуждению террористов и упреждению терактов.

## Оппозиция
Идея о создании NATGRID вызвала возражения оппозиции в связи с возможными нарушений конфиденциальности и утечками конфиденциальной личной информации в ходе использования системы. Эффективность NATGRID в предотвращении терактов также была поставлена под сомнение. Утверждается, что NATGRID защищена технически и административно и имеет механизмы надзора, в том числе внешний аудит.